# Hanna Jarosz-Jałowiecka
Hanna Maria Jarosz-Jałowiecka (ur. 1936, zm. 5 lutego 2017) – polska dziennikarka prasowa, radiowa i telewizyjna, przewodnicząca Oddziału Śląskiego Stowarzyszenia Dziennikarzy Rzeczypospolitej Polskiej w Katowicach.

## Życiorys
Od 1960 współpracowała z oddziałami Polskiego Radia i Telewizji Polskiej we Wrocławiu. W 1964 podjęła pracę we wrocławskim tygodniku „Wiadomości”. Tworzyła małe formy teatralne dla założonych przez siebie teatrów „Co nieco” i „Schron”. W 1974 przeprowadziła się do Katowic i podjęła pracę w „Dzienniku Zachodnim”. Po ogłoszeniu stanu wojennego w wyniku weryfikacji dziennikarzy straciła pracę i otrzymała zakaz zatrudnienia w prasie centralnej i wielonakładowej. W 1983 została członkiem redakcji tygodnika „Tak i Nie” (później została zastępcą redaktora naczelnego tego czasopisma). Współpracowała także z oddziałami Polskiego Radia i Telewizji Polskiej w Katowicach oraz czasopismami „Auto Moto”, „Euro 25”, „Euroregiony”, „Kronika Beskidzka”, „Motor”, „Polityka”, „Trybuna Robotnicza”, „Veto”, „Życie Bytomskie”, „Życie Gospodarcze”.
Prowadziła działalność dydaktyczną w Instytucie Nauk Politycznych i Dziennikarstwa Wydziału Nauk Społecznych Uniwersytetu Śląskiego. W 1990 przeszła na emeryturę. Była przewodniczącą Zarządu Oddziału Stowarzyszenia Dziennikarzy Rzeczypospolitej Polskiej w Katowicach.

## Życie prywatne
Jej synem jest prof. Przemysław Jałowiecki, rektor Śląskiego Uniwersytetu Medycznego w Katowicach.